# Hypocnemoides
Hypocnemoides es un género de aves paseriformes perteneciente a la familia Thamnophilidae que agrupa a dos especies nativas de América del Sur donde se distribuyen por la cuenca amazónica desde el este de Colombia y Perú hasta las Guayanas y hacia el sur hasta el sur de la Amazonia en Brasil. Son conocidas popularmente como hormigueros.

## Etimología
El nombre genérico femenino «Hypocnemoides» deriva del género Hypocnemis y del griego «oidēs»: que recuerda, significando «que recuerda a un Hypocnemis».

## Características
Los hormigueros de este género son pequeños, midiendo entre 11,5 y 12 cm de longitud, con picos bastante largos, grises y blancos, con el iris gris pálido y las patas grisáceas. Habitan en áreas pantanosas y las dos especies están separadas principalmente en cada margen del Río Amazonas.

## Lista de especies
Según las clasificaciones del Congreso Ornitológico Internacional (IOC) y Clements Checklist v.2019, el género agrupa a las siguientes especies con el respectivo nombre popular de acuerdo con la Sociedad Española de Ornitología (SEO):
| Imagen | Nombre científico         | Autor                | Nombre común            | EC (*) |
| ------ | ------------------------- | -------------------- | ----------------------- | ------ |
|        | Hypocnemoides melanopogon | (P.L. Sclater, 1857) | hormiguero barbinegro   | LC     |
|        | Hypocnemoides maculicauda | (Pelzeln, 1868)      | hormiguero colibandeado | LC     |

(*) Estado de conservación

## Taxonomía
Estudios taxonómicos recientes indican que el presente género puede estar hermanado con Hylophylax.